# Burmeistera fimbriata
Burmeistera fimbriata är en klockväxtart som beskrevs av Thomas G. Lammers. Burmeistera fimbriata ingår i släktet Burmeistera och familjen klockväxter.
Artens utbredningsområde är Colombia. Inga underarter finns listade i Catalogue of Life.